# Jukka Rajala
Jukka Rajala (Kuusankoski, 13 aprile 1982) è un ex sciatore alpino finlandese.

## Biografia
Attivo in gare FIS dal novembre del 1997, in Coppa Europa Rajala esordì il 9 gennaio 2000 a Kranjska Gora in slalom gigante, senza completare la prova, e ottenne il primo podio il 10 gennaio 2003 a Krompachy Plejsy nella medesima specialità (3º). Sempre nel 2003 debuttò ai Campionati mondiali, classificandosi 27º nello slalom gigante della rassegna iridata di Sankt Moritz, e in Coppa del Mondo, il 14 dicembre in Alta Badia nella medesima specialità senza completare la gara. Ottenne il miglior piazzamento in Coppa del Mondo il 23 gennaio 2005 a Kitzbühel in slalom speciale (21º) e ai successivi Mondiali di Bormio/Santa Caterina Valfurva 2005 non completò lo slalom gigante.
Nel 2006 ottenne in slalom gigante le sue due vittorie di carriera in Coppa Europa, nonché ultimi podi (il 10 gennaio a Hinterstoder e il 14 gennaio a Oberjoch), e partecipò ai XX Giochi olimpici invernali di Torino 2006, sua unica presenza olimpica, dove si classificò 22º nello slalom gigante e non completò lo slalom speciale. L'anno dopo ai Mondiali di Åre 2007, suo congedo iridato, si piazzò 24º nello slalom gigante; si ritirò all'inizio della stagione 2008-2009 e la sua ultima gara in carriera fu lo slalom gigante di Coppa del Mondo disputato il 13 dicembre a Val-d'Isère, non completato da Rajala.

## Palmarès

### Coppa del Mondo
- Miglior piazzamento in classifica generale: 116º nel 2005

### Coppa Europa
- Miglior piazzamento in classifica generale: 17º nel 2006
- 3 podi:
  - 2 vittorie
  - 1 terzo posto

#### Coppa Europa - vittorie
| Data            | Località     | Paese    | Specialità |
| --------------- | ------------ | -------- | ---------- |
| 10 gennaio 2006 | Hinterstoder | Austria  | GS         |
| 14 gennaio 2006 | Oberjoch     | Germania | GS         |

Legenda:

GS = slalom gigante

### Campionati finlandesi
- 6 medaglie:
  - 5 argenti (slalom gigante nel 2003; slalom gigante nel 2005; slalom speciale nel 2006; slalom gigante nel 2007; slalom gigante nel 2008)
  - 1 bronzo (slalom gigante nel 2006)